# Crowfoot
Cet article concerne le chef siksika. Pour le Lakota, voir Crow Foot.
Pour la circonscription électorale, voir Crowfoot (circonscription fédérale).
Crowfoot (né Astoxkomi en 1830 et mort le 25 avril 1890), Pied-de-corbeau en français ou Isapo-Muxika (Issapóómahksika en pied-noir, signifiant « Grand pied des Corbeaux »), était un chef de la nation siksika de la confédération des Pieds-Noirs au Canada. Il est né au sein des Kainais, mais sa mère se remaria avec un Siksika à la suite du décès de son père lorsqu'il n'était âgé que de cinq ans. Il fut d'abord chef de la bande des Big Pipes, puis, de celle des Biters, avant de devenir le chef de la confédération. Il est un signataire du Traité 7.

## Biographie
Crowfoot est né vers 1830 au sein de la nation kainai de la confédération des Pieds-Noirs près de la rivière Belley dans le Sud de l'actuelle Alberta. À la naissance, il fut nommé Astoxkomi (Shot Close). Lorsqu'il n'avait que cinq ans, son père fut tué par des Corbeaux (Crows). Sa mère se remaria à un homme de la nation siksika et il fut rebaptisé Kyi-i-staah (Bear Ghost) et, plus tard, reçut le nom de son père, Istowun-eh’pata (Packs a Knife). Après avoir démontré sa valeur au combat et, particulièrement, lors d'une attaque contre les Corbeaux où il frappa un tipi, il reçut finalement son nom d'adulte, Isapo-Muxika (Crowfoot), qui avait été porté par un de ses ancêtres,. Il continua d'être un guerrier respecté et participa à 19 combats et fut blessé six fois avant l'âge de 20 ans incluant une blessure par balle qui ne fut jamais retirée. Il est également connu pour avoir tué un grizzli à l'aide d'une lance.
Une fois adulte, Crowfoot délaissa la guerre pour s'adonner à l'élevage des chevaux. En 1865, à la mort du chef de sa bande, No-okskatos (Three Suns), il devint le chef de la bande des Big Pipes (« Grosse-Pipes ») qui comprenait une vingtaine de huttes. Sa bande fut plus tard connue sous le nom de Mocassins,. Plus tard, il devint le chef de la bande des Biters.
Crowfoot se forgea une bonne réputation auprès des Blancs et des Métis allant jusqu'à leur porter assistance et à convaincre le reste de sa tribu de ne pas attaquer leurs convois. Une épidémie de vérole en 1869 et 1870 eut raison de plusieurs chefs pieds-noirs et du tiers de la population de la confédération. Crowfoot devint ainsi un des trois chefs principaux. En 1872, il ne restait que deux chefs au sein de la confédération des Pieds-Noirs : lui et Natos-api (Old Sun).
En 1873, Crowfoot perdit son fils aîné lors d'un raid contre les Cris. Il lança une importante offensive contre les Cris au cours de laquelle un guerrier cri fut tué. Il s'agit là du dernier exploit de guerre d'Isapo-Muxika qui fit la paix avec les Cris par la suite. Il rencontra d'ailleurs un Cri, Pitikwahanapiwiyin (Pītikwahanapiwīyin en cri ou Poundmaker), qui ressemblait à son fils ; il décida de l'adopter et lui donna le nom de Makoyi-koh-kin (Wolf Thin Legs). Ce dernier devint plus tard chef de sa nation.

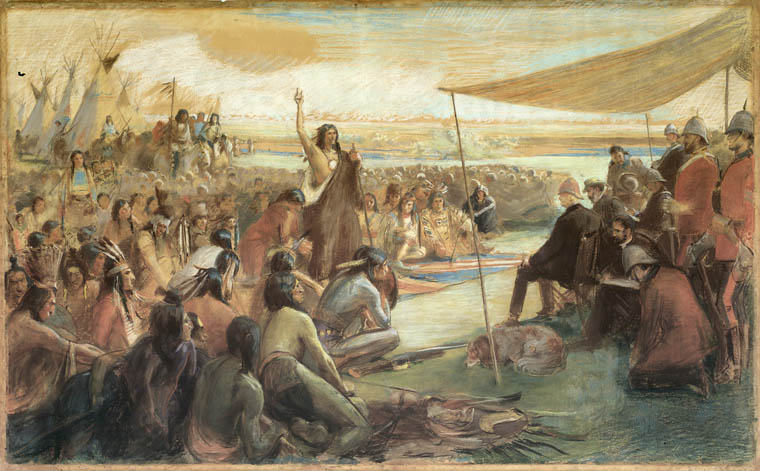
Crowfoot s'adressant au marquis de Lorne lors d'une assemblée d'Indiens à Blackfoot Crossing, en Alberta, le 10 septembre 1881

En 1877, lors des négociations pour la signature du traité no 7 entre la Couronne et plusieurs nations autochtones dont les Pieds-Noirs, Crowfoot est vu comme un allié et occupe un rôle important. Cependant, une fois sa tribu placée dans une réserve, il se décourage face au gouvernement canadien, mais empêche tout de même les siens de prendre part à la Rébellion du Nord-Ouest en 1885 voyant que le combat était perdu d'avance.
Crowfoot meurt le 25 avril 1890 près de Blackfoot Crossing en Alberta des suites de maladie dont il a souffert pendant les dix dernières années de sa vie
,.
Ses dernières paroles :
 Qu'est-ce que la vie ? C'est l'éclat d'une luciole dans la nuit, c'est le souffle d'un bison en hiver, c'est la petite ombre qui court dans l'herbe et se perd au coucher du soleil. (Paroles indiennes, Ed. Albin Michel 1993, collection Carnets de sagesse)

## Héritage
Isapo-Muxika a été identifié par le gouvernement canadien comme étant une personne d'importance historique nationale.
Crow Foot, le fils de Sitting Bull, fut nommé en son honneur.
Un documentaire d'une durée de 10 minutes de l'Office national du film du Canada (ONF) intitulé The Ballad of Crowfoot (« La ballade de Crowfoot ») dirigé par Willie Dunn et sorti en 1968 raconte la situation des Autochtones au Canada à travers la vie d'Isapo-Muxika. Il s'agit en fait d'un montage de photographies d'archives et d'une ballade de Willie Dunn qui est un Micmac. Ce film est l'un des premiers de l'ONF à être dirigé par un Autochtone et a reçu plusieurs prix dont le Gold Hugo pour le meilleur court métrage au festival international du film de Chicago de 1969.

### Filmographie
- (en) The Ballad of Crowfoot, de Willie  Dunn, Office national du film du Canada, 1968 [présentation en ligne]